# Pupamon
Pupamon is een geslacht van kreeftachtigen uit de klasse van de Malacostraca (hogere kreeftachtigen).

## Soorten
- Pupamon lao (Yeo & Naiyanetr, 1999)
- Pupamon namuan (Naiyanetr, 1993)
- Pupamon nayung (Naiyanetr, 1993)
- Pupamon pealianoides (Bott, 1966)
- Pupamon phrae (Naiyanetr, 1984)
- Pupamon prabang (Yeo & Naiyanetr, 1999)
- Pupamon sangwan (Naiyanetr, 1997)